# Георг фон Зоденштерн
Георг фон Зоденштерн (нім. Georg von Sodenstern; 15 листопада 1889, Кассель — 20 липня 1955, Франкфурт-на-Майні) — німецький воєначальник, генерал піхоти вермахту. Кавалер Лицарського хреста Залізного хреста.

## Біографія
Учасник Першої світової війни, служив на штабних посадах. Після демобілізації армії залишений в рейхсвері, пройшов підготовку офіцера Генштабу. З грудня 1938 року — начальник штабу 2-го прикордонного командування. Учасник Польської і Французької кампаній. З 6 лютого 1940 року — начальник штабу групи армій «А». З жовтня 1940 року — начальник штабу головнокомандувача на Заході. У червні 1941 року — начальник штабу групи армій «Південь». З 15 серпня 1943 року — командир армійської групи «Фельбер» і 83-го армійського корпусу. З 26 серпня 1943 року — командувач 19-ї армії. 29 червня 1944 року звільнений у відставку.

## Звання
- Фенріх (13 березня 1909)
- Лейтенант (27 січня 1910) — патент від 19 червня 1908 року.
- Оберлейтенант (25 лютого 1915)
- Гауптман (18 серпня 1917)
- Майор (1 лютого 1928)
- Оберстлейтенант (1 жовтня 1932)
- Оберст (1 вересня 1934)
- Генерал-майор (1 березня 1938)
- Генерал-лейтенант (1 лютого 1940)
- Генерал піхоти (1 серпня 1940)

## Нагороди
- Залізний хрест 2-го і 1-го класу
- Хрест «За заслуги у війні» (Саксен-Мейнінген)
- Хрест «За військові заслуги» (Австро-Угорщина) 3-го класу з військовою відзнакою
- Почесний хрест ветерана війни з мечами
- Медаль «За вислугу років у Вермахті» 4-го, 3-го, 2-го і 1-го класу (25 років)
- Медаль «За Атлантичний вал»
- Застібка до Залізного хреста 2-го і 1-го класу
- Лицарський хрест Залізного хреста (19 червня 1940)
- Орден Михая Хороброго 3-го класу (Румунське королівство; 29 липня 1942)
- Медаль «За зимову кампанію на Сході 1941/42»
- Німецький хрест в золоті (2 січня 1943)
- Орден Корони короля Звоніміра, великий хрест з мечами (Незалежна Держава Хорватія) — нагороджений одночасно з Максиміліаном фон Вайксом.